# Công viên Indira Gandhi
Công viên Indira Gandhi (tên khác là Công viên hồ Thành Công) là một công viên tại Hà Nội. Công viên Indira Gandhi được đặt tên theo nữ thủ tướng người Ấn Độ đầu tiên. Công viên Indra Gandhi cũ có vị trí bên hồ Hoàn Kiếm trước đây, nay là vườn hoa Lý Thái Tổ.
Dù được mệnh danh là nằm trong top 10 công viên đẹp nhất Hà Nội và được coi là "lá phổi xanh" của thành phố nhưng công viên Indira Gandhi vẫn phải đối mặt với tình trạng xuống cấp, rác thải cùng nhiều vấn đề bất cập khác.

## Vị trí
Công viên Indira Gandhi có vị trí nằm tại ngã tư, giáp hai trục đường chính là phố Láng Hạ và các phố Huỳnh Thúc Kháng, Thành Công, Nguyên Hồng và thuộc phường Thành Công, quận Ba Đình. Công viên này còn đối diện Trung tâm chiếu phim Quốc gia.

## Lịch sử
Công viên Indira Gandhi được đặt tên theo nữ thủ tướng người Ấn Độ đầu tiên, vốn có tên ban đầu là công viên hồ Thành Công. Công viên Indira Gandhi cũ có vị trí ở bên hồ Hoàn Kiếm trước đây, nay là vườn hoa Lý Thái Tổ. Năm 2004, Ủy ban Nhân dân thành phố Hà Nội đã gặp gỡ với Đại sứ Ấn Độ tại Việt Nam về việc chuyển tên "Công viên Indira Gandhi" sang một địa điểm mới, đồng thời đưa Đại sứ thăm một số địa điểm theo các phương án đặt ra. Địa điểm này được chọn từ ba phương án do Sở Ngoại vụ, Sở Giao thông công chính và Sở Văn hóa – Thông tin Hà Nội đưa ra vào tháng 9 năm 2004. Ngày 4 tháng 10 cùng năm, Đại sứ quán Ấn Độ tại Việt Nam đã gửi công hàm tới Ủy ban Nhân dân thành phố Hà Nội đồng ý chọn công viên hồ Thành Công là địa điểm mang tên Công viên Indira Gandhi và sẽ dựng tượng bán thân bà Indira Gandhi tại đây.

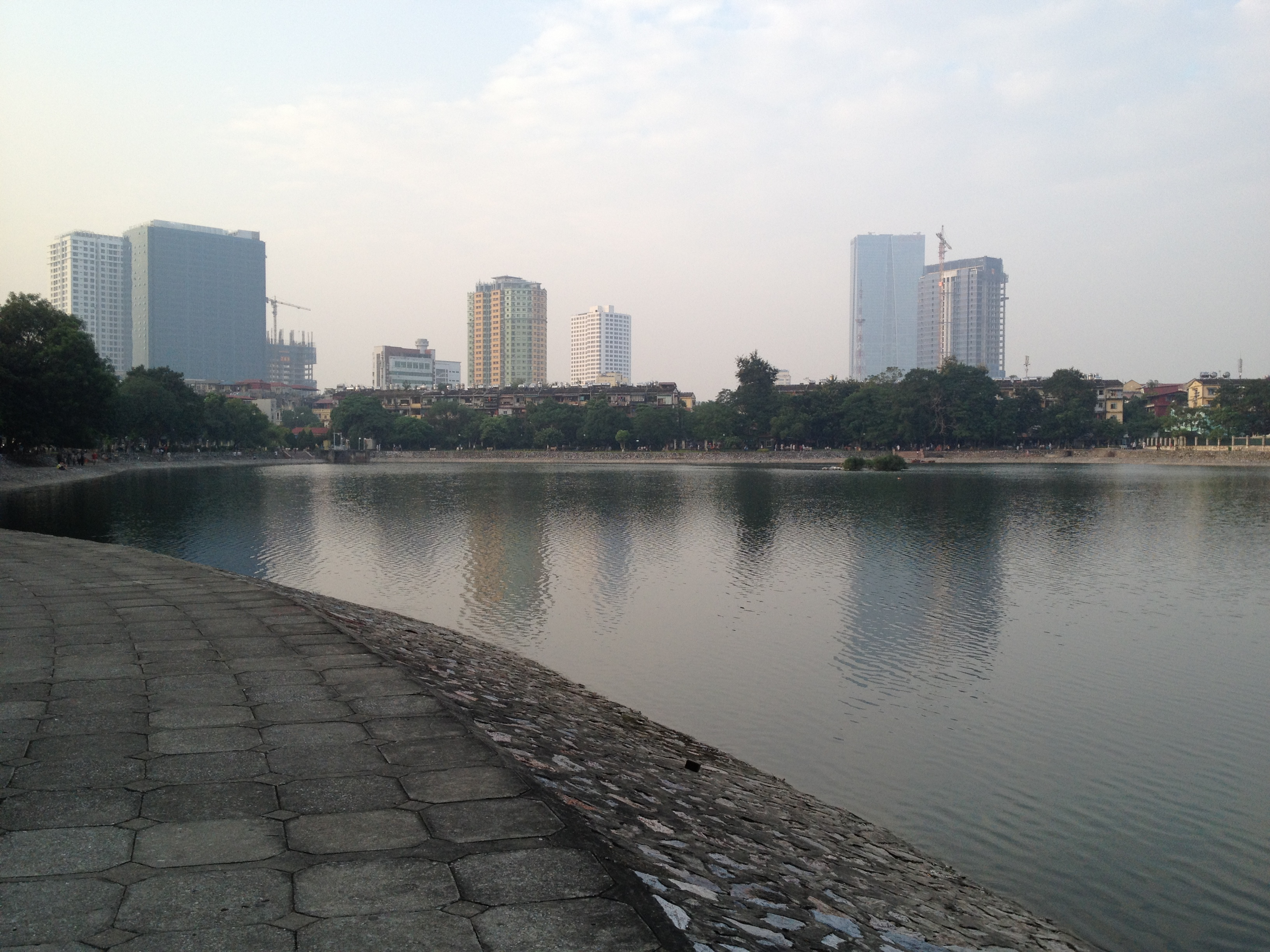
Mặt hồ Thành Công

Theo một nguồn tin, hồ Thành Công những năm 1973, 1974 là một bãi rác khổng lồ. Công viên xung quanh hồ đã được cải tạo từ năm 1997. Sau khi kè hồ, Công ty Hà Thủy chịu trách nhiệm quản lý khu vực này. Năm 2013, thành phố Hà Nội chính thức giao Ủy ban Nhân dân quận Ba Đình tiếp nhận việc quản lý công viên này. Tuy được đánh giá là có vị trí đắc địa của một quận trung tâm nhưng trái với quy hoạch ban đầu đã được phê duyệt, công viên Indira Gandhi đang phải đối mặt với tình trạng bị bao vây bởi hàng loạt tòa nhà cao tầng, nhà hàng, quán cà phê, trong đó nhiều diện tích đang bị sử dụng sai mục đích.
Tại hội thảo khoa học về cải tạo chung cư cũ tại Hà Nội diễn ra đầu năm 2017, đại diện Công ty Cổ phần Đầu tư và Phát triển đô thị Việt Hưng đã đề xuất Ủy ban nhân dân thành phố Hà Nội cho phép lấp 1 Hecta hồ Thành Công để lấy đất xây nhà tái định cư cho các hộ dân đang sống tại chung cư Thành Công thuộc diện cải tạo. Công ty này dự định dùng toàn bộ diện tích khoảng 1 Hecta đất trong phạm vi công viên và mặt hồ Thành Công để xây dựng nhà tái định cư tại chỗ cho người dân, sau đó sẽ đào để trả lại 1 Hecta diện tích mặt hồ và đất công viên đã lấy tại vị trí phía bắc của hồ. Trước đề xuất này, nhiều đại biểu tại hội thảo hết sức ngỡ ngàng. Đại diện doanh nghiệp này giải thích đây là phương án "táo bạo" song lại được nhiều hộ dân chấp thuận. Đứng trước sự việc, nhiều chuyên gia và người dân bày tỏ sự bất bình và phản đối trước đề xuất lấp một phần hồ Thành Công để cải tạo chung cư cũ.
Năm 2019, khu đất gần 2.000m2 ven hồ Thành Công do Hội Cây cảnh nghệ thuật trước đó đã được cải tạo thành khu sân chơi thể thao, trồng cây xanh... để phục vụ nhu cầu của người dân và du khách. Tuy nhiên sau hàng chục năm lấy lại lại được khu đất, người dân nơi đây tiếp tục lo ngại trước đề xuất lấp hồ xây chung cư cao tầng của doanh nghiệp.

## Kiến trúc

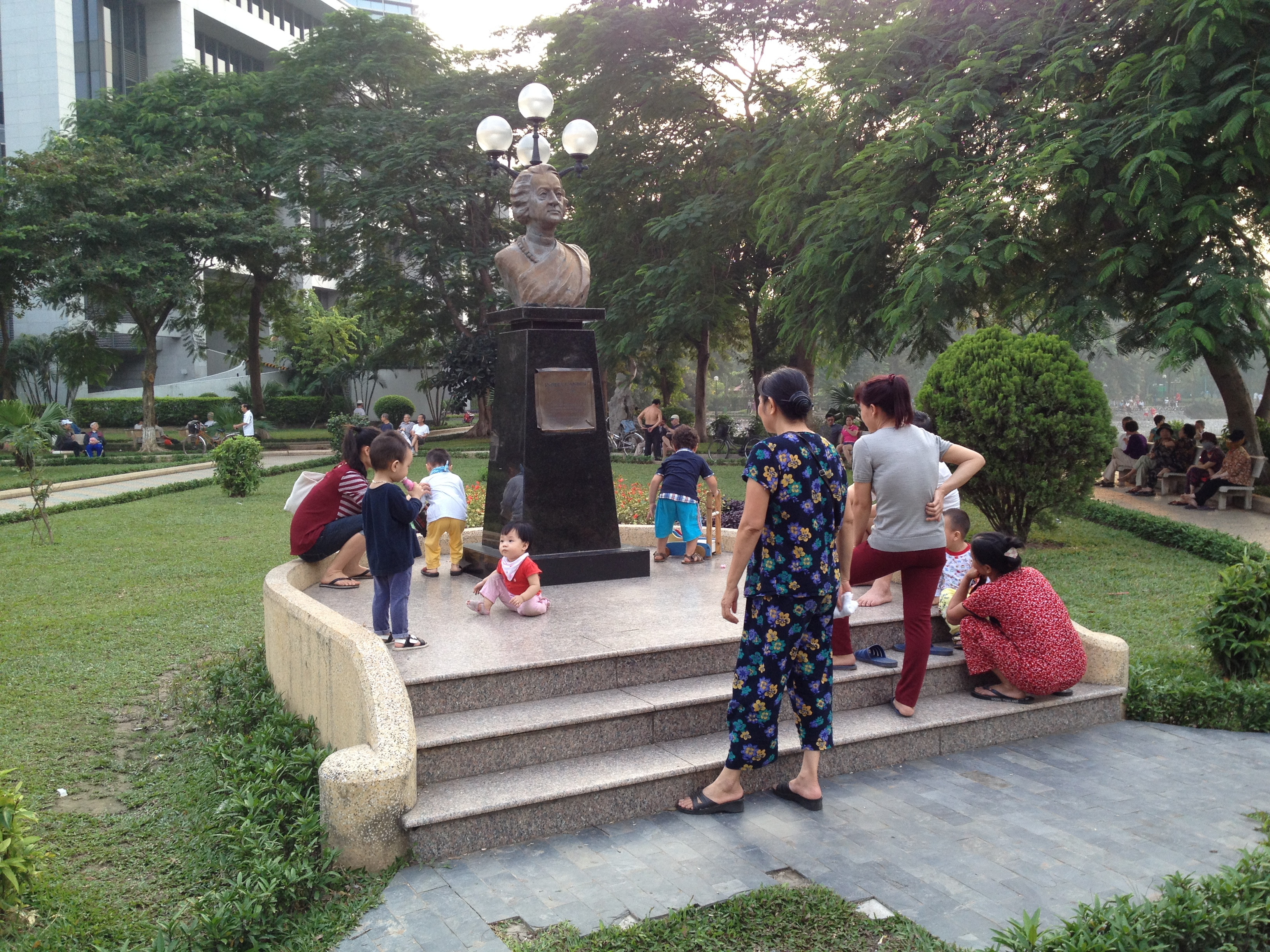
Người dân bên cạnh tượng đài tưởng niệm Indira Gandhi

Công viên Indira Gandhi có diện tích trên 8,6 hecta, trong đó có 5,9 hecta diện tích mặt nước. Hồ Thành Công có đường đi xung quanh bờ, được kè đá cẩn thận. Nước hồ đã được cải tạo, có đài phun nước ở chính giữa. Tượng đài tưởng niệm Indira Gandhi hướng trông ra cổng chính đường Láng Hạ. Hồ còn là nơi thoát nước, điều hòa không khí cho người dân quanh khu vực. Ban quản lý công viên viên này tỏ ra chú trọng vào công tác đảm bảo an toàn, đặc biệt là phòng chống đuối nước.
Theo Quy hoạch chung xây dựng Hà Nội đến năm 2030 và tầm nhìn đến năm 2050 đã được Thủ tướng Chính phủ Việt Nam phê duyệt năm 2011, khu đất của công viên thuộc khu vực "hạn chế phát triển", được xác định chức năng là đất công cộng, hỗn hợp, đất hồ nước, cây xanh và công viên vui chơi giải trí. Song theo phản ánh của người dân, nhiều diện tích xung quanh hồ, phía giáp đường Huỳnh Thúc Kháng đang được chia thành những khu vực khép kín, có tường rào bao quanh khiến diện tích công viên đang ngày càng bị thu hẹp. Ngay gần hồ là khu nhà tập thể Thành Công đang bị xuống cấp nghiêm trọng nhưng tới năm 2017, một số ngôi biệt thự của một dự án bất động sản đã được xây lên ngay ven hồ. Thậm chí tới khi các dự án cao ốc và nhà cao tầng đã bủa vây lấp kín hồ Thành Công, doanh nghiệp vẫn đề xuất lấp hồ, có nguy cơ biến công viên thành không gian kín, gây ô nhiễm không khí nặng và tạo thêm áp lực lớn đối với hạ tầng giao thông tại Hà Nội.
Công viên Indira Gandhi còn là 1 trong 10 điểm có trạm đo chất lượng không khí của Chi cục Bảo vệ Môi trường Hà Nội. Đây là một trạm đo được đặt ở khu vực có nhiều cây xanh, hồ nước, qua đó mức độ ô nhiễm ít hơn so với những nơi phương tiện giao thông đông đúc, nhiều công trường xây dựng như trjam đo Phạm Văn Đồng hay  trạm đo Hàng Đậu. Do có vị trí tọa lạc ở trung tâm với nhiều khu vực dân cư và trụ sở hành chính, công viên này bao quanh hồ Thành Công với cùng hệ thống cây xanh tạo nên khu vui chơi, là địa điểm thu hút đông người dân tập thể dục, các hoạt động thể thao, văn hóa, giải trí.

### Tình trạng xuống cấp

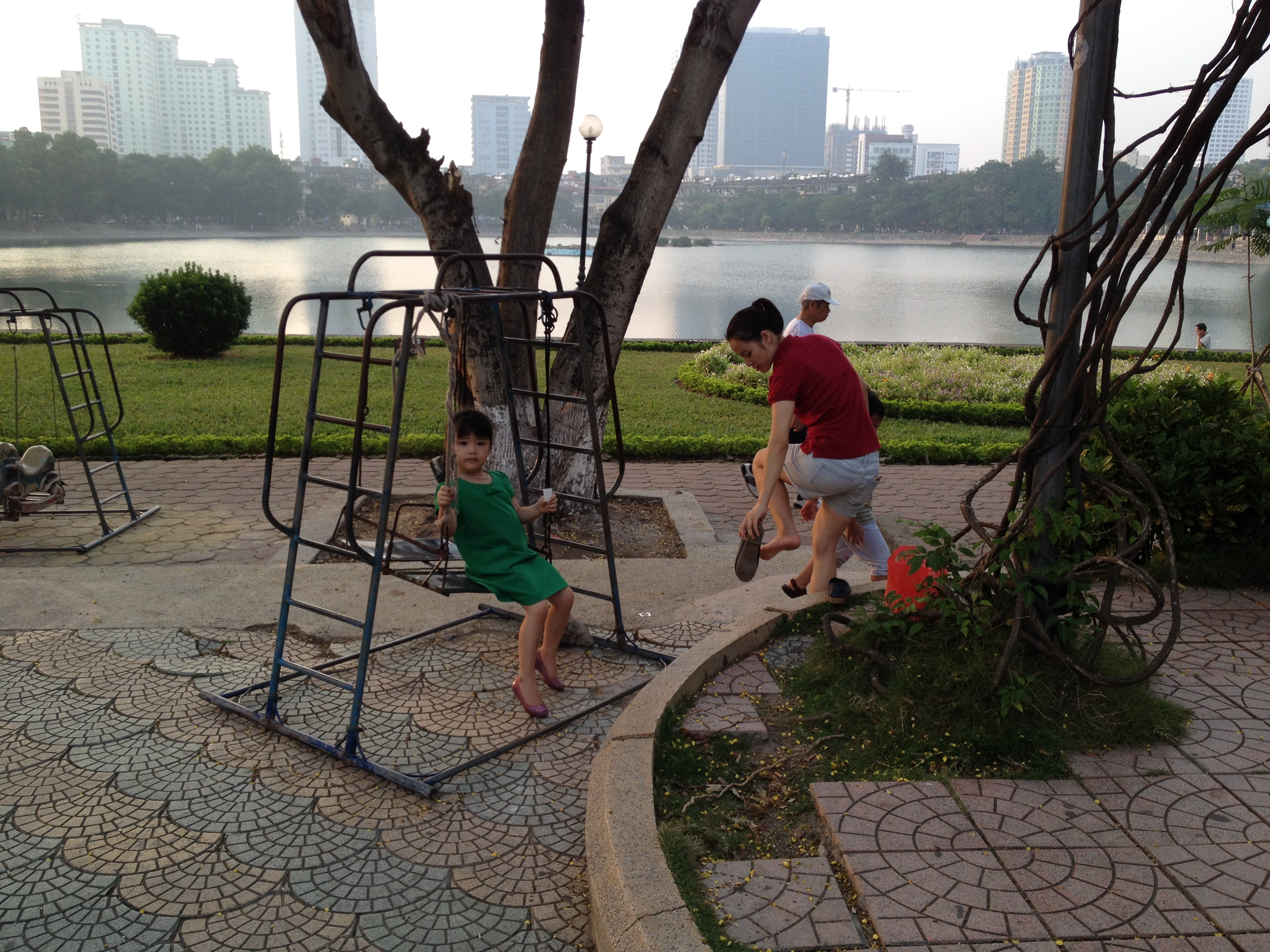
Trẻ em tại khu vui chơi công viên

Công viên Indira Gandhi đã được liệt kê nằm trong top 10 công viên đẹp nhất Hà Nội và là "lá phổi xanh" của khu vực quận Ba Đình, qua đó được người dân đánh giá cao. Tuy vậy, công viên Indira Gandhi đã xuất hiện dấu hiệu xuống cấp, ngổn ngang nhưng chưa được tu sửa cùng nhiều vấn đề bất cập khác.
Công viên Indira Gandhi có một khu vực vui chơi dành cho trẻ em, tuy nhiên có một khoảng thời gian đã bị xuống cấp. Cơ sở vật chất như các công cụ tập thể thao công cụ đã bị gỉ, lỏng lẻo gây nguy hiểm cho người tập. Bên cạnh đó, những năm cuối thập niên 2020, công viên này đã xuất hiện dấu hiệu xuống cấp, rác thải tràn ngập gây ra sự mất mỹ quan và ô nhiễm môi trường. Lối đi lát gạch trong công viên đã bị vỡ vụn, bong tróc, nằm ngổn ngang cùng nhiều thân cây gỗ lớn xuất hiện ngay trên lối đi bộ ven hồ. Theo người dân sống tại khu vực này, tình trạng rác thải trở nên trầm trọng từ đầu tháng 11 năm 2018 khi trước đó nửa tháng, khu vực trong công viên này được sử dụng làm nơi trưng bày cây cảnh, sau khi cây cảnh được chuyển đi thì để lại cảnh ngổn ngang.
Mùa hè năm 2022, nhằm chủ động bảo đảm thoát nước mùa mưa, công ty Thoát nước Hà Nội đã xây dựng phương án và triển khai các giải pháp chống úng ngập. Trong đó công tác nạo hút bùn thủ công cũng được duy trì thực hiện tại các khu vực như cống thoát nước bên trong công viên Indira Gandhi, vốn là khu vực có lượng bùn tồn đọng khá lớn. Năm 2023, một kiến trúc sư của tờ Kinh tế đô thị cho biết công viên Indira Gandhi là một trong nhiều công viên, vườn hoa được chính quyền Hà Nội quan tâm đầu tư xây dựng, nâng cấp và cải tạo.

## Sự việc liên quan
- Năm 2015, Tòa án nhân dân thành phố Hà Nội đã xét xử 1 người đàn ông 44 tuổi và đồng phạm về hành vi trộm gỗ sưa trong công viên Indira Gandhi. Người đàn ông này bị tuyên phạt 36 tháng tù giam, những đồng phạm còn lại nhận mức án từ 24 – 30 tháng tù cùng với tội danh trên.[23]
- Năm 2018, báo Đời sống & Pháp luật đã đưa tin việc hoạt động câu cá tại hồ Thành Công có dấu hiệu vi phạm đã diễn ra trong thời gian dài với số lượng lên đến hàng trăm người, thậm chí còn có một câu lạc bộ đã chuyên đứng ra tổ chức cuộc thi câu cá.[24]
- Năm 2021, một người đàn ông 39 tuổi được phát hiện đã tử vong trong tư thế treo cổ trên cây xà cừ tại công viên Indirah Gandhi.[25][26] Sau đó, người đàn ông này được xác định đã mắc COVID-19, khiến cho 8 cán bộ Phòng cháy chữa cháy và Cứu nạn cứu hộ quận Ba Đình phải cách ly y tế vì tiếp xúc gần.[27]
- Tháng 5 năm 2022, một nam thanh niên sinh năm 1998 đã được phát hiện tử vong do ngạt nước dưới hồ Thành Công khi trên người không có dấu hiệu của ngoại lực tác động.[28][29]
- Tháng 10 năm 2022, một người đàn ông sinh năm 1994 từng có 1 tiền án đã bị tạm giữ để điều tra về hành vi tàng trữ trái phép chất ma túy sau khi có nghi vấn. Người đàn ông này khai nhận gói nilon chứa chất bột màu trắng là heroin và mua của một đối tượng không quen biết định mang vào công viên Indira Gandhi để sử dụng.[30]
- Tháng 12 năm 2022, báo Lao Động đưa tin công viên Indira Gandhi từng tồn động vấn đề về bãi đỗ xe khi đơn vị thi công vẫn chưa hoàn thiện đoạn đường vỉa hè, đã có một số xe ô tô đỗ tại đây.[31]